# Mike Cannon-Brookes
Michael Cannon-Brookes (né en novembre 1979) est un milliardaire australien, cofondateur et co-CEO, avec Scott Farquhar (en), de la compagnie informatique Atlassian,.

## Biographie
Mike Cannon-Brookes naît en novembre 1979. Fils d'un banquier, il fait ses études à la Cranbrook School (en) de Sydney, puis à l'université de Nouvelle-Galles du Sud, où il obtient un diplôme en informatique.
Avec Scott Farquhar, Cannon-Brookes fonde la compagnie Atlassian. Il est également professeur adjoint à l'université de Nouvelle-Galles du Sud. 
En 2004, Cannon-Brookes et Farquhar obtiennent le prix Australian IT Professional of the Year puis, en 2006, le Ernst & Young Entrepreneur of the Year Award (en).
Il est marié à Annie Todd. Le couple a deux enfants et habite Sydney,.
En milieu d'année 2025 Mike Cannon-Brookes licencie 150 employés de Atlassian par message vidéo enregistré et fait l'acquisition d'un jet privé Bombardier Global 7500 d'une valeur de 75 millions de dollars, à peu près au moment où les licenciements étaient mis en œuvre.

## Classement
| Année | BRW (en) Rich 200 (en) | BRW (en) Rich 200 (en) | Forbes Australie (en) | Forbes Australie (en) | Sunday Times Rich List (en) | Sunday Times Rich List (en) |
| Année | Rang                   | Situation nette (A$)   | Rang                  | Situation nette (US$) | Rang                        | Situation nette (GB£)       |
| ----- | ---------------------- | ---------------------- | --------------------- | --------------------- | --------------------------- | --------------------------- |
| 2013, | 190                    | $0,25 milliard         | n/a                   | non listé             |                             |                             |
| 2014, | 35                     | $1,07 milliard         | n/a                   | non listé             |                             |                             |
| 2015, | 42                     | $1,14 milliard         | 25                    | $1,10 milliard        |                             |                             |
| 2016, | 18                     | $2,00 milliards        | 14                    | $1,69 milliard        |                             | £906 millions               |

| Légende         | Légende                                  |
| Icône           | Description                              |
| --------------- | ---------------------------------------- |
| Stable          | n'a pas changé depuis l'année précédente |
| en augmentation | a augmenté depuis l'année précédente     |
| en diminution   | a diminué depuis l'année précédente      |